# جهاز مناعي عصبي
الجهاز المناعي العصبي هو جهاز البنى والعمليات التي تشمل التفاعلات الكيميائية الحيوية والفسيولوجية الكهربائية بين الجهاز العصبي والجهاز المناعي الذي يحمي العصبونات من الممراضات. إذ يحمي العصبونات من الأمراض من خلال المحافظة على الحواجز ذات النفوذية الانتقائية (على سبيل المثال، الحاجز الدموي الدماغي وحاجز الدم – السائل الدماغي الشوكي)، التي تتواسط الالتهابات العصبية وشفاء الجروح في العصبونات المتأذية، وتحرك آليات دفاع المضيف ضد الممراضات.
ينفصل الجهاز المناعي العصبي عن الجهاز المناعي المحيطي بنيويًا. وبعكس الجهاز المحيطي، يتألف الجهاز المناعي العصبي من خلايا الدبق العصبي بشكل أساسي؛ تتواجد الخلايا البدينة فقط بشكل طبيعي في الجهاز المناعي العصبي من بين كافة الخلايا المكونة للدم في الجهاز المناعي. ومع ذلك، تعبر بعض الخلايا المناعية المحيطية خلال الاستجابة المناعية العصبية عبر الحواجز الدموية أو السائلية الدماغية من أجل الاستجابة للممراضات التي دخلت إلى الدماغ. على سبيل المثال، هنالك أدلة تشير لهجرة البلاعم والخلايا التائية المناعية إلى النخاع الشوكي بعد الأذية. تُنتج الخلايا المناعية لجملة المتممة بشكل مباشر في الجهاز العصبي المركزي.

## البنية
تعتبر الخلايا الدبقية العصبية من المكونات الخلوية الأساسية في الجهاز المناعي العصبي، بما فيها الخلايا النجمية، والدبقية الصغيرة، والدبقية قليلة التغصن. وبعكس الخلايا المكونة للدم في الجهاز المناعي المحيطي، توجد الخلايا البدينة بشكل طبيعي في الدماغ إذ تتواسط التفاعلات بين الفلورا المعوية، والجهاز المناعي، والجهاز العصبي المركزي كجزء من المحور الدماغي المعوي.
تظهر المستقبلات المرتبطة بالبروتين جي في كل من الجهاز العصبي المركزي وفي أنواع من الخلايا المناعية إذ تكون تلك المستقبلات مسؤولة عن عملية التأشير المناعي العصبي التي تتضمن:
- مستقبلات الكيموكين: مستقبل كيموكين نمط 4.
- مستقبلات كانبينويد: مستقبل كانبينويد 1، مستقبل كانابينويد 2، مستقبل مرتبط بالبروتين جي 55.
- مستقبلات مرتبطة بالأمين النزر: تار 1.
- مستقبلات أشباه الأفيون إم: كافة الأنواع.

## الفسيولوجيا الخلوية
تتضمن دراسة الجهاز المناعي العصبي فهم الأجهزة المناعية والعصبية وآثار التداخل التنظيمي على وظائفهما. تنظم السيتوكينات الاستجابات المناعية، من خلال تنشيط المحور الوطائي المهادي الكظري (إتش بّي إيه). كما تساهم في التنسيق بين الأجهزة العصبية والمناعية. ومن أمثلة ارتباط السايتوكينات بالمستقبلات العصبية، ارتباط السايتوكين المطلق للخلايا المناعية آي إل-1 بيتا (إل إنترلوكين 1 بيتا) بالمستقبل العصبي آي إل-1 آر (مستقبل إل إنترلوكين 1). ينجم عن هذه الرابطة دفقة كهربائية تسبب حس الألم. تزداد الأدلة حول مشاركة الخلايا المناعية التائية الذاتية في عملية التخلق العصبي. أظهرت الدراسات زيادة التخلق العصبي للحصين خلال أوقات استجابة الجهاز المناعي التلاؤمية، وأظهرت بشكل معاكس أهمية الخلايا المناعية التائية الذاتية والخلايا العصبية الدبقية الصغيرة في عملية التخلق العصبي (وأيضًا الذاكرة والتعلم) عند البالغين الأصحاء.
يستخدم الجاهز المناعي العصبي عمليات متكاملة بين العصبونات الحسية والخلايا المناعية من أجل الكشف والاستجابة للمنبهات المؤذية والضارة. على سبيل المثال، تنشط الجراثيم الغازية الجسيمات الالتهابية، التي تفعل دور إل إنترلوكينات (إل إنترلوكين 1 بيتا)، بالإضافة لإزالة استقطاب العصبونات الحسية في الوقت ذاته من خلال إفراز الحالّات الدموية. تنتج الحالات الدموية مسامًا تسبب إزالة استقطاب إطلاق شوارد البوتاسيوم من داخل الخلية حقيقة النوى واندفاق شوارد الكالسيوم. وينجم عن ذلك كمون عمل في العصبونات الحسية وتنشيطًا للجسيمات الالتهابية أيضًا.
قد يسبب كل من الأذية والنخر كذلك استجابةً مناعية. يرتبط الأدينوسين ثلاثي الفوسفات (إيه تي بّي) الذي تطلقه الخلايا المصابة بالمستقبلات البورينية من نوع (بّي 2 إكس 7) لبلاعم الجهاز المناعي، والمستقبلات البورينية من نوع (بّي 2 إكس 3) لمستقبلات الأذية الخاصة بالجهاز العصبي، ويقوم بتنشيطها. يسبب ذلك استجابة مشتركة لكلاهما تؤدي لكمون عمل بسبب إزالة الاستقطاب الناجمة عن اندفاق شوارد الكالسيوم والبوتاسيوم، وتنشيط الجسيمات الالتهابية. يعتبر كمون العمل المنتج مسؤولًا أيضًا عن إحساس الألم، وينتج الجهاز المناعي (إنترلوكين 1 بيتا) استجابةً لارتباط (إيه تي بّي) بالمستقبلات البورينية (بّي 2 إكس 7).
يعتبر أيضًا الالتهاب استجابة مناعية نموذجية، إذ يوجد تنسيق بين العمليات العصبية والعملية الالتهابية للجهاز المناعي. بعد حدوث الأذية أو العدوى، يحدث شلال من الاستجابات الالتهابية مثل إفراز السيتوكينات والكيموكينات التي ترتبط مع إفراز الببتيدات العصبية (مثل المادة بّي) والنواقل العصبية (مثل السيروتونين). تؤثر هذه الاستجابة المناعية العصبية بشكل كبير على الالتهاب.

### الاستجابات المناعية العصبية

#### تفاعلات الخلايا الدبقية العصبية
تعمل العصبونات والخلايا الدبقية بالتزامن لمكافحة الممراضات المتطفلة والأذيات. تلعب الكيموكينات دورًا أساسيًا كوسيط تواصل بين العصبون والخلايا الدبقية طالما تستطيع الأنواع الخلوية لكليهما عبور المستقبلات الكيموكينية. على سبيل المثال، يساهم كيموكين الفراكتالكين في التواصل بين الخلايا الدبقية الصغيرة وعقد الجذر الظهراني العصبونية (دي آر جي) في النخاع الشوكي. يرتبط الفراكتالكين بالحساسية المفرطة للألم عند حقنه بالوسط الحيوي، ووُجد بأنه يحفز الجزيئات الالتهابية الوسيطة. تستطيع الخلايا الدبقية أن تميز الممراضات بشكل فعال في كل من الجهاز العصبي المركزي والنسج المحيطية. عندما تميز الخلايا الدبقية ممراضًا غريبًا باستخدام تأشير السيتوكين والكيموكين، يمكنها نقل هذه المعلومات للجهاز العصبي المركزي. وبالنتيجة تزداد الأعراض المرضية. يؤدي التنشيط المزمن للخلايا الدبقية للتحلل العصبي والالتهاب العصبي.
تعتبر الخلايا الدبقية الصغيرة من أهم أنواع الخلايا الدبقية في الدماغ. وتعتبر بلعمة الحطام الخلوي الناجمة عن الاستماتة العصبية من أحد وظائفها الأساسية. بعد الاستماتة، تفرز العصبونات الميتة إشارات كيميائية ترتبط بالخلايا الدبقية الصغيرة وتسبب التهام حطامها المؤذي من النسيج العصبي المحيط. تساهم الخلايا الدبقية الصغيرة وجملة المتممة بالتشذيب المشبكي بإطلاقهم للسيتوكينات، وعوامل النمو ومتممات أخرى تدعم إزالة التشابكات المهملة.
تضمن الخلايا النجمية، التي تعتبر نوع آخر من الخلايا الدبقية، دخول الخلايا المناعية للجهاز العصبي المركزي عبر الحاجز الدموي الدماغي (بي بي بي). تطلق الخلايا النجمية أيضًا العديد من السيتوكينات وعوامل التغذية العصبية التي تسمح بدخول الخلايا المناعية للجهاز العصبي المركزي؛ تستهدف هذه الخلايا المناعية الوظيفية كل من الممراضات والنسيج العصبي المتأذي.

## المنعكسات

### منعكس السحب
منعكس السحب هو منعكس يحمي العضوية من المنبهات المؤذية. يحدث هذا المنعكس عندما ينشط المنبه الضار مستقبلات الأذية التي ترسل كمون عمل للأعصاب في النخاع، والذي بدوره يعصب العضلات المستفعلة ويسبب نفضة مفاجئة لتحرك العضوية بعيدًا عن المنبه الخطير. يؤثر منعكس السحب في كل من الجهاز العصبي والجهاز المناعي. عندما ينتقل كمون العمل مجددًا إلى أسفل شبكة النخاع العصبية، تنتقل دفعة أخرى إلى العصبونات الحسية المحيطية التي تفرز أحماضًا أمينية وببتيدات عصبية مثل الببتيد المرتبط بجين الكالسيتونين (سي جي آر بّي) والمادة بّي. تعمل هذه المواد الكيميائية على زيادة احمرار، وتورم النسج المتأذية، وارتكازات الخلايا المناعية على البطانة الغشائية، وبالتالي تزيد من نفاذ الخلايا المناعية عبر الشعيرات الدموية.

### منعكس الاستجابة للممراضات والذيفانات
تحدث التفاعلات المناعية العصبية أيضًا عندما تغزو الممراضات، ومولدات الحساسية، والذيفانات العضوية. يصل العصب المبهم إلى الأمعاء والطرق التنفسية ويحث على إطلاق دفعات عصبية إلى جذع الدماغ استجابةً لاكتشاف الذيفانات والممراضات. تنتقل هذه الدفعات العصبية التي تصل حتى جذع الدماغ إلى الخلايا المخاطية وتحفز إفراز المخاط؛ قد تسبب هذه الدفعات أيضًا قذف الذيفان عبر التقلصات العضلية التي تسبب الإقياء أو الإسهال.

### منعكس الاستجابة للطفيليات
يساهم الجهاز المناعي العصبي بمنعكسات متعلقة بغزو الطفيليات للمضيف. وترتبط مستقبلات الأذية أيضًا بمنعكسات الجسم ضد الممراضات بما أنها توجد في مواقع إستراتيجية، مثل الطرق التنفسية والنسج المعوية، لتحفز التقلصات العضلية التي تسبب الحكة، والإقياء، والسعال. جميع هذه المنعكسات مصممة لقذف الممراضات خارج الجسم. على سبيل المثال، تُحفز الحكة بواسطة محدثات الحكة التي تنبه مستقبلات الأذية على الأنسجة البشروية. تساهم محدثات الحكة هذه أيضًا، مثل الهيستامين، بإفراز الخلايا المناعية لمحدثات حكة إضافية من أجل زيادة الحكة لإزالة الطفيلي الغازي جسديًا. وبالنسبة للطفيليات المعوية والقصبية، يسبب تنبيه مستقبلا الأذية الإقياء، والسعال، والإسهال في النسج المصابة، وتنشأ الدفعات العصبية من جذع الدماغ المسؤول عن تعصيب العضلات الملساء.
تحفز الخلايا الحمضية استجابةً للكابسيسين تحسيسًا حسيًا إضافيًا للجزيئات. يمتلك المرضى المصابين بسعال مزمن منعكس سعال أفضل للممراضات حتى إذا طُرد الممراض. في بعض الحالات، يسبب إطلاق الخلايا الحمضية والجزيئات المناعية الأخرى فرط تحسيس للعصبونات الحسية في الطرق التنفسية القصبية إذ تسبب أعراضًا أفضل. وأشارت التقارير أنه يمكن لزيادة إفرازات الخلايا المناعية من العوامل التغذية العصبية استجابةً للملوثات والمهيجات إعادة بناء الشبكة المحيطية للأعصاب في الطرق التنفسية لتسمح بحالة مبرمجة بشكل أكبر للعصبونات الحسية.

## الأهمية السريرية
أُثبت ارتباط الإجهاد النفسي المطول بزيادة خطر الإصابة بالأمراض الفيروسية التنفسية. تشير الدراسات، عند الحيوانات، لزيادة الإجهاد النفسي من مستويات القشرانيات السكرية ومؤخرًا، زيادة في حساسية الإصابة بأمراض العقديات الجلدية.
يلعب الجهاز المناعي العصبي دورًا في مرض الزهايمر. وبشكل خاص، قد تكون الخلايا الدبقية الصغيرة محصنة من خلال دعم البلعمة وإزالة حطام الأميلويد بيتا (إيه بيتا)، لكنها أيضًا قد تصبح غير وظيفية مع تطور المرض، منتجةً ذيفانات عصبية، توقف إزالة حطام إيه بيتا، وتنتج السيتوكينات التي تدعم تحطيم إيه بيتا. ينشط الأميلويد بيتا في مرض الزهايمر بشكل مباشر الخلايا الدبقية الصغيرة ووحيدات الخلية الأخرى من أجل إنتاج الذيفانات العصبية.
تساهم الخلايا النجمية أيضًا في التصلب المتعدد (إم إس). وهي المسؤولة عن إزالة الميالين وتحطيم الخلايا الدبقية قليلة التغصن المتعلقة بالمرض. ينتج هذا التأثير المزيل للميالين بسبب إفراز السيتوكينات والميتالوبروتياز الخاص بالمادة الخلالية (إم إم بّي) من الخلايا النجمية النشطة في العصبونات المجاورة. تشكل الخلايا النجمية التي بقيت في حالتها النشطة ندبات دبقية تساهم أيضًا في منع إعادة تكون الميالين للعصبونات، كونها تشكل عائق فيزيائي للخلايا الدبقية قليلة التغصن السليفة (أو بّي سي إس). يساهم الجهاز المناعي العصبي في الربو والسعال المزمن، بما أن كلاهما نتيجة لحالة فرط تحسيس العصبونات الحسية بسبب إطلاق الجزيئات المناعية وآليات التلقيم الإيجابي.